# إقليم خليج بانتي
إقليم خليج بانتي (بالإنجليزية: Bay of Plenty Region) هو أقليم في نيوزيلندا، بلغ عدد سكانه 308,499 نسمة وذلك حسب إحصائيات سنة 2018، عاصمته واكتاني ‏، تبلغ مساحته 12,231 كيلومتر مربع.

## الموقع
يشترك في الحدود مع:
- إقليم جيسبورن  [لغات أخرى]‏
  - إقليم هاوكس باي
  - إقليم وايكاتو.